# Chiesa di San Biagio (Romeno)
La chiesa di San Biagio è la parrocchiale di Salter, frazione di Romeno in provincia autonoma di Trento. Fa parte dell'ex-decanato di Fondo e risale al XV secolo.

## Storia

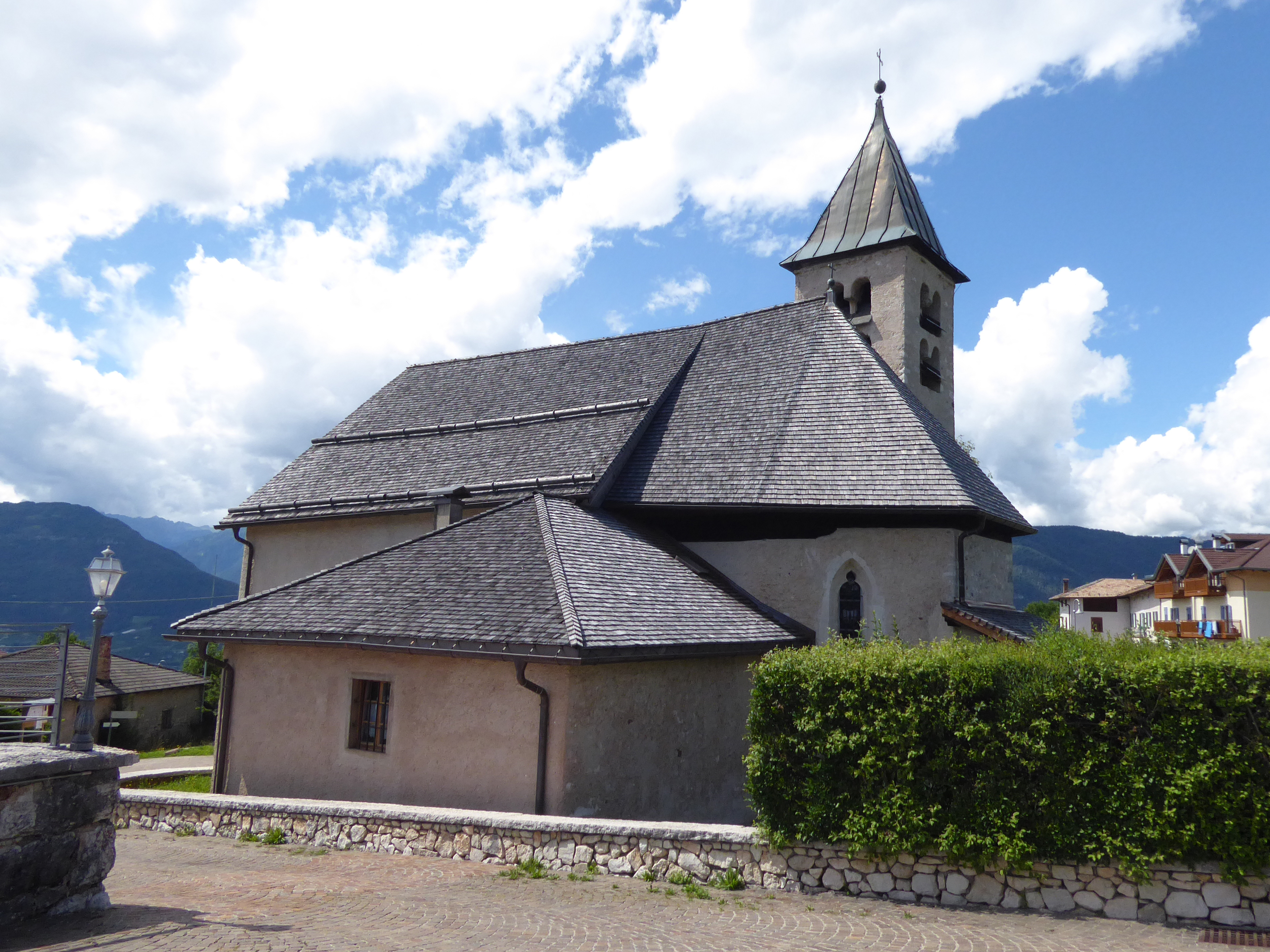
Parte laterale destra e abside

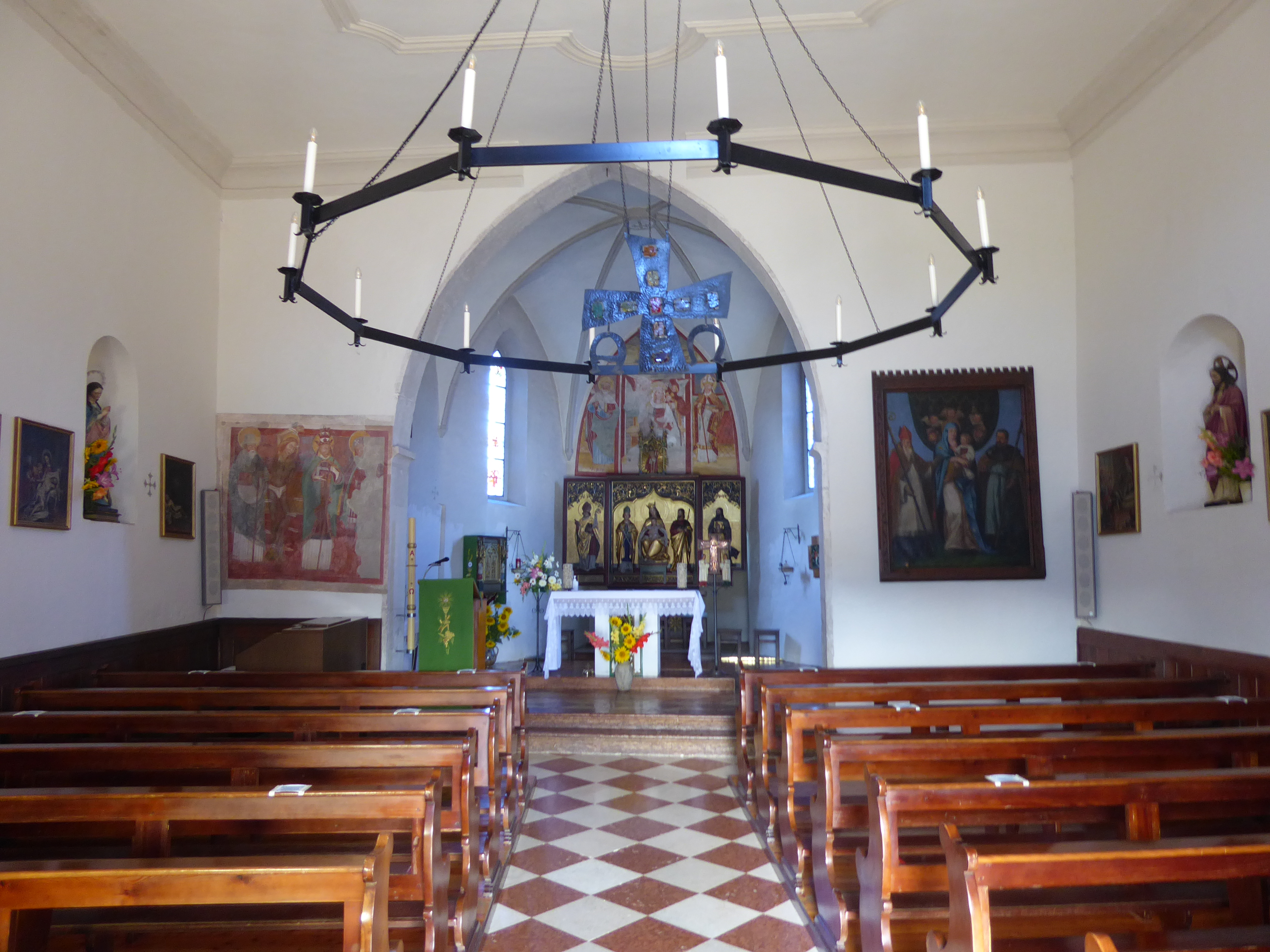
Interno

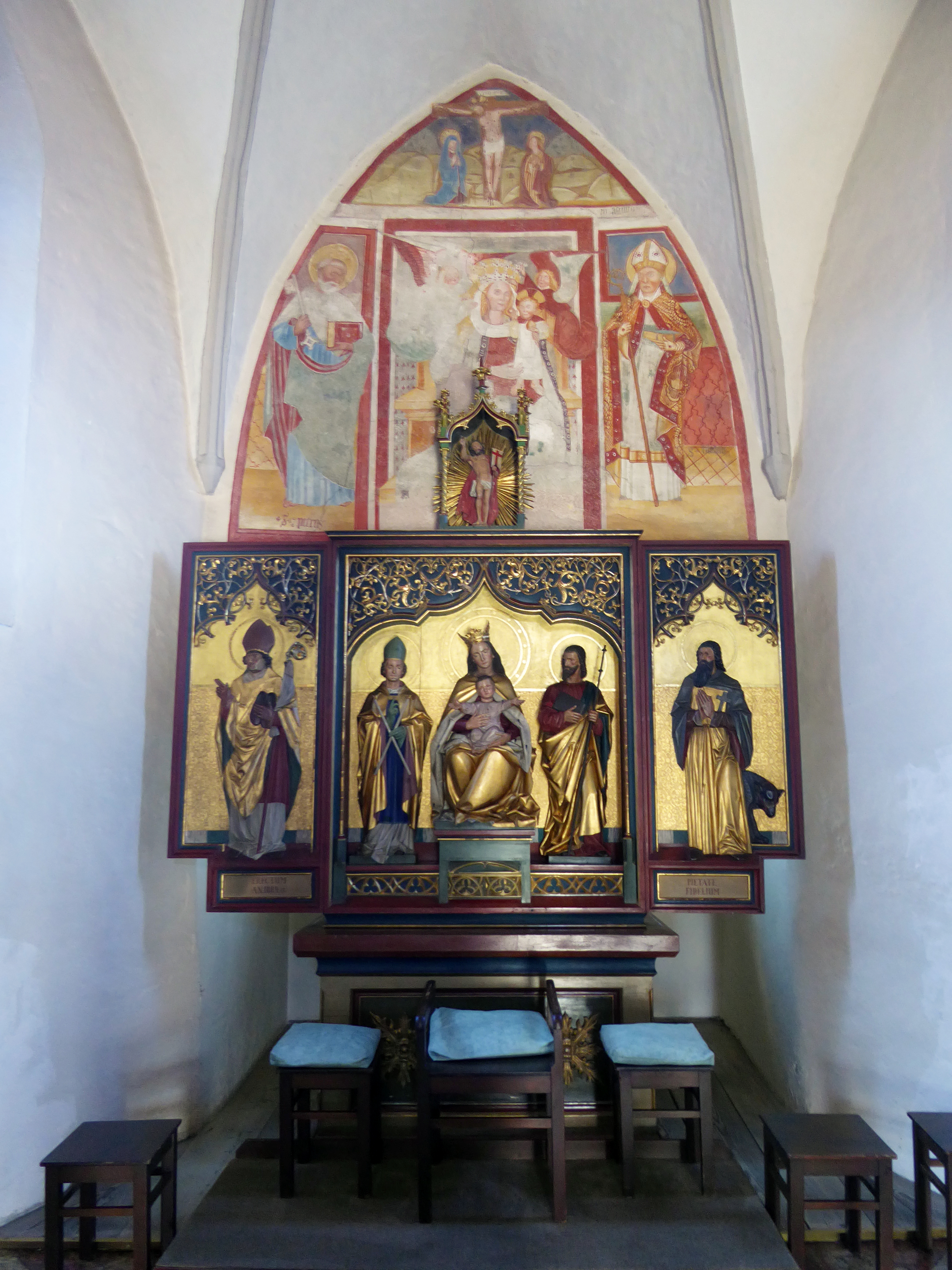
Altare maggiore

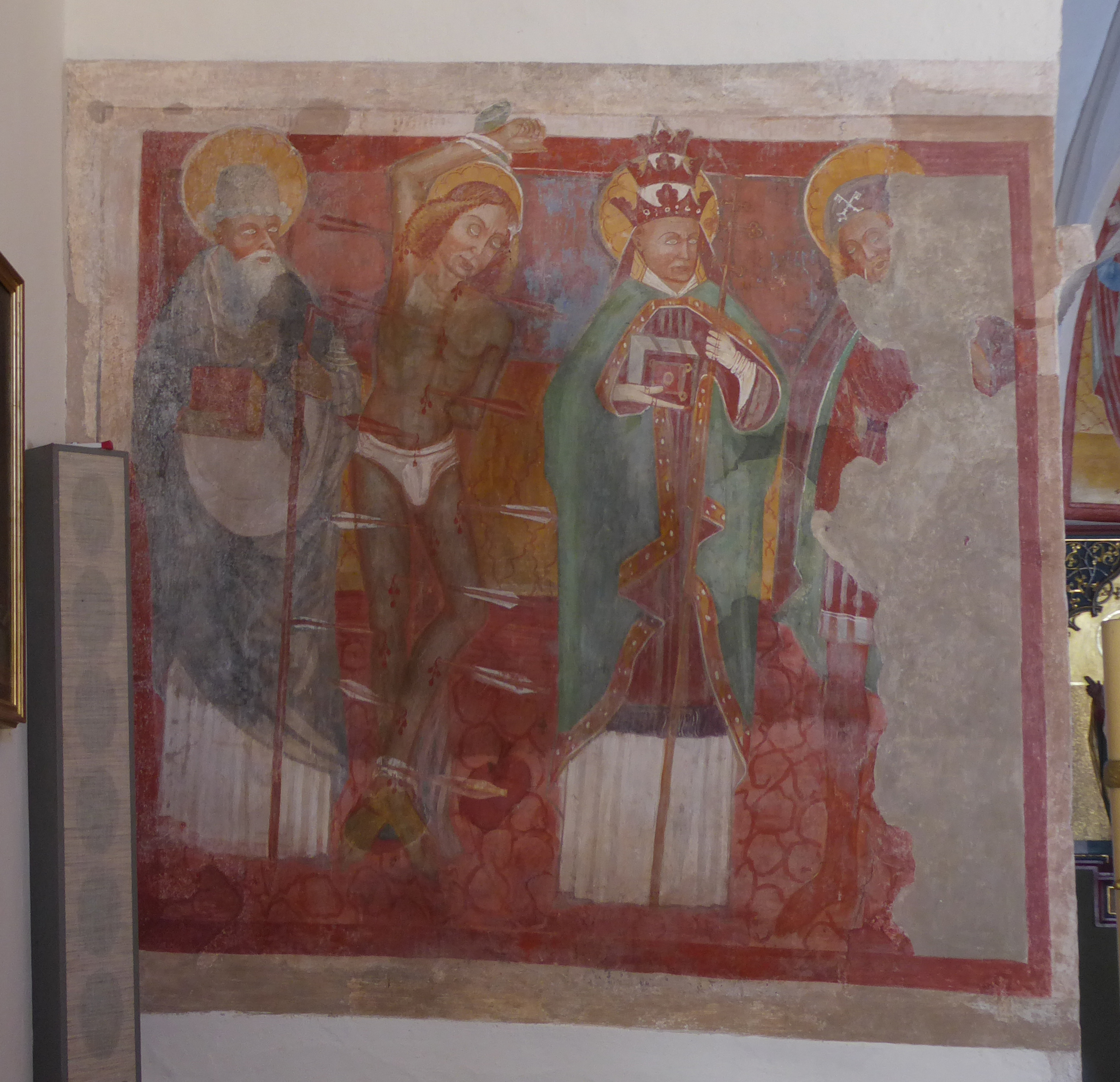
Affresco nella sala

La costruzione originale risale alla seconda metà del XV secolo e la prima citazione su documento scritto si trova negli atti della visita pastorale del 1537 compiuta dal vescovo Bernardo Clesio che la descrivono con dedicazione alla Beata Vergine Maria. Disposizioni vescovili successive ordinarono, nel 1649, lavori di sistemazione del soffitto della sala e di imbiancamento di alcune parti precedentemente affrescate.
Tra la fine del XVII secolo e l'inizio del secolo successivo la torre campanaria venne parzialmente ricostruita e la sua parte superiore venne edificata in muratura. Nel 1705 venne elevata a dignità di chiesa primissaria legata alla basilica dei Santi Martiri di Sanzeno e poco dopo venne elevata a dignità curaziale. Attorno alla metà del XVIII secolo vennero realizzati lavori di sistemazione della copertura della sala e fu restaurata la torre campanaria. Nel 1783 fu costruita la sagrestia.
Nel 1829 ebbe la concessione del fonte battesimale e negli ultimi anni del secolo la sala venne rinnovata con la pavimentazione, una balaustra davanti al presbiterio, altari in marmo e nuovi arredi interni. Nel 1905 fu rifatta parte della copertura del tetto e nel 1911 fu ultimata la cuspide apicale della torre campanaria con lamiera zincata. Negli anni successivi vennero realizzati altri interventi di restauro e si iniziò a pensare all'ampliamento della sala. Lo scoppio del primo conflitto mondiale interruppe i progetti che furono realizzati nel 1020, quando alla chiesa venne aggiunta la parte del coro.
Negli anni sessanta si ripropose l'ampliamento della struttura, si presentarono i progetti ma non se ne fece nulla. Nel 1967 venne elevata a dignità parrocchiale e subito dopo vennero realizzati i lavori per l'adeguamento liturgico post-conciliare. Nel decennio successivo si realizzarono lavori conservativi che riguardarono anche gli impianti. Tra il 2016 e il 2017 vi fu l'ultimo ciclo di lavori sull'edificio che riguardò la struttura muraria e la copertura, il restauro degli intonaci e degli infissi.

## Descrizione

### Esterni
La chiesa di San Biagio si trova nella parte bassa dell'abitato di Salter. La facciata a capanna con due spioventi è molto semplice. Il portale d'ingresso è in una cornice con arco a tutto sesto e sopra, in asse, si trova l'oculo strombato. La torre campanaria si trova sulla sinistra dell'edificio, in posizione arretrata.

### Interni
La navata interna è unica con soffitto piano. Di particolare interesse storico ed artistico sono gli affreschi presenti nella parete vicina alla zona absidale e risalenti al XV secolo.